# Christian Wilhelm Magius
Christian Wilhelm (von) Magius (født 28. marts 1788 i Lübeck, død 24. april 1848 i Slesvig) var en dansk officer, der ved sin død havde rang af oberstløjtnant.

## Militærkarriere
Magius' far døde, da Christian Wilhelm var ti år gammel, og han kom i pleje hos sin morbror i Heide. Her blev han som stor dreng frikorporal ved Sjællandske Jægerkorps, hvilket lagde grunden til hans militærkarriere. I 1805 kom han på militærinstitut i København, og under Københavns belejring (1807) kæmpede han som fænrik. I 1808 kom han som løjtnant tilbage til sit gamle regiment, hvor han forblev indtil omorganiseringen i 1842, hvor han – nu med rang af major – kom til 1. jægerkorps. Kong Frederik 6. havde tillid til Magius og var meget interesseret i dennes mening om forandringer i hærens udrustning. I 1845 blev Magius udnævnt til oberstløjtnant og gjort til kommandør over 3. jægerkorps.
Som kommandør deltog han i 1848 i de første krigshandlinger med sit korps, og han anførte fortroppen, først i slaget ved Bov og derefter i slaget ved Slesvig. Ved dette slag blev han ramt i hovedet af en kugle og afgik ved døden dagen derpå. Major Christian Holm overtog kommandoen efter ham.

## Familie
Christian Wilhelm Magius blev i 1814 gift med Anna Elisabeth Lind, med hvem han fik fire børn, heriblandt Jens Erik Albert Magius, der var hans adjudant under krigshandlingerne i 1848 og endte sin militærkarriere som oberst.